# Lépidoptéristes de France
L'association Les Lépidoptéristes parisiens, devenue en 2007 Lépidoptéristes de France, est un groupement d'entomologistes amateurs et professionnels plus particulièrement spécialisés dans l'étude des papillons (lépidoptères).
Elle a pour buts de participer à la protection de la faune et de la flore, à la défense de l'environnement et à la protection des biotopes et de la biodiversité.
"Les Lépidotéristes Parisiens" organisent au Muséum national d'histoire naturelle, à Paris, des réunions mensuelles à visées scientifiques et des excursions entomologiques.
L'association participe au "Suivi Temporel des Rhopalocères de France" (STERF), intégré dans le cadre du "Suivi Temporel des Insectes Communs", programme lancé à l'initiative du département d'écologie du Muséum qui a pour objectif de "suivre longitudinalement dans le temps l'évolution quantitative des populations de rhopalocères de France". 
Sous le nom depuis 2007 de Lépidoptères, son bulletin trimestriel, à dimension bilingue franco-anglais, a publié des articles consacrés aux papillons de diverses régions du monde (Italie, Grèce, Maroc, Algérie, Tunisie, Équateur, Pérou, Taiwan). D'autres études ont porté sur l'inventaire de régions françaises (Yonne) ou abordé certains problèmes délicats de la détermination des espèces que l'on rencontre en France (Véronique et Xavier Mérit, "Colias hyale Linné ou  Colias alfacariensis  Ribbe (Lepidoptera, Pieridae), Clés pour la détermination de deux espèces difficiles"; Xavier Mérit "Diversité et variation chez  Melanargia galathea  Linné en France (Lepidoptera, Nymphalidae Satyrinae)", septembre 2000). "Les Parnassius de France" (articles de Xavier Mérit - Véronique Mérit, Henri Descimon et Luc Manil) constituent leur premier numéro thématique [Volume 15 (2006) - n° 33, septembre 2006].
L'association a également édité des ouvrages hors-série tels que Lépidoptères de Guyane (Daniel Lacomme et Luc Manil), 2003, Étude synoptique et répartition mondiale des espèces du genre "Parnassius" Latreille 1804, "Lepidoptera Papilionidae" (Bernard Turlin et Luc Manil), 2005  (ISBN 295254400X) ou des numéros thématiques, Nord-Pakistan (Jean-François Charmeux et Jean-Marie Desse), 2006.